# Toru pilus
Toru pilus is een krabbensoort uit de familie van de Leucosiidae. De wetenschappelijke naam van de soort is voor het eerst geldig gepubliceerd in 1996 door C. G. S. Tan.